# CS-111
De CS-102 (Carretera Secundaria 102) is een secundaire weg in Andorra. De weg verbindt Bixessarri met Fontaneda en is ongeveer veertien kilometer lang.